# IObit Uninstaller

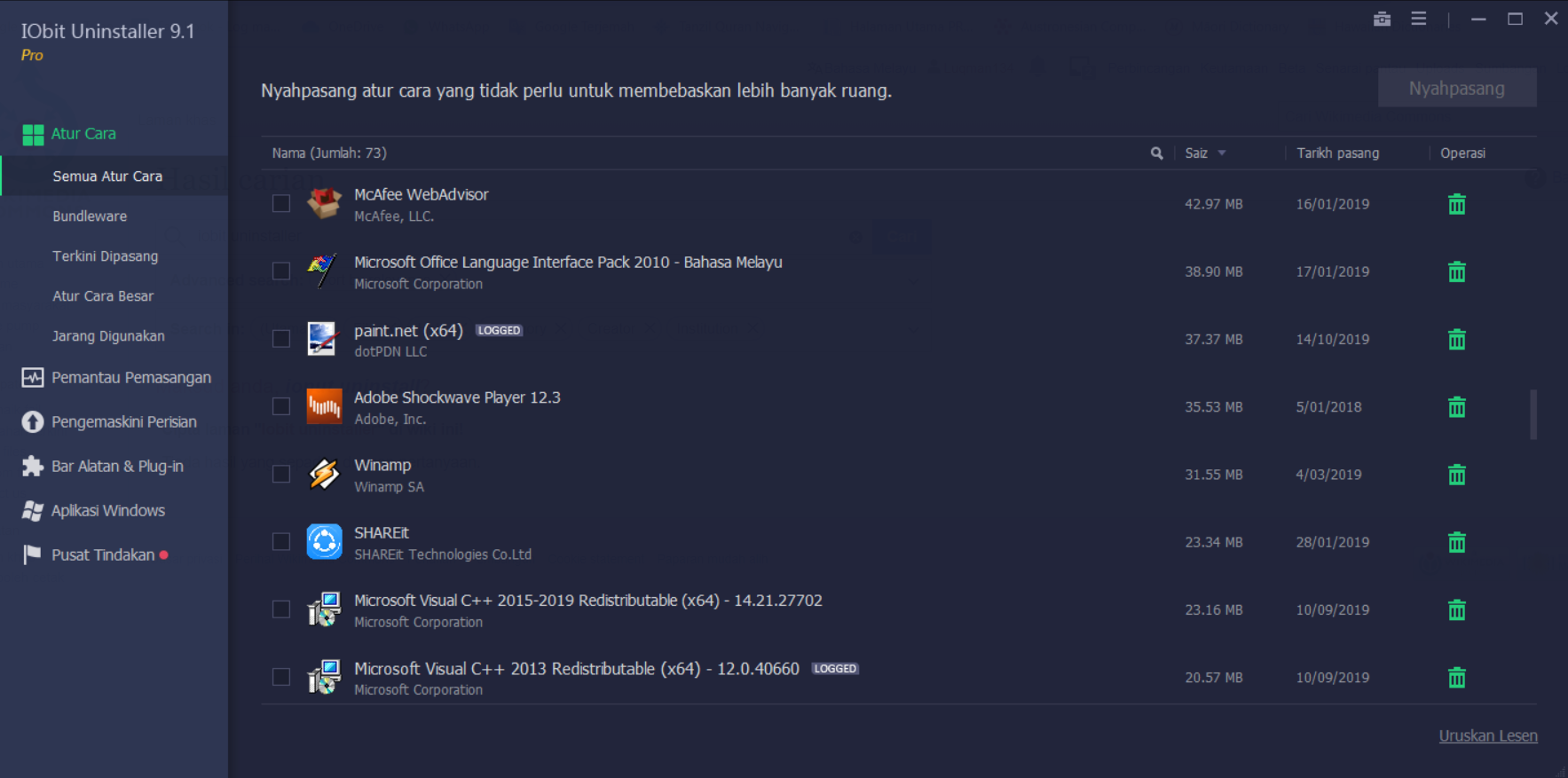
Imagem ilustrativa

O IObit Uninstaller é um aplicativo para Microsoft Windows desenvolvido pela IObit Inc. O software é um utilitário de desinstalação, que estende o método de desinstalação no sistema operacional Windows. Ele remove programas, barra de ferramentas e algumas entradas de registro restantes ou plugins de navegador.

## Recursos
- Capaz de digitalizar e forçar a desinstalação para remover completamente as sobras.
- Remova a barra de ferramentas e os plugins indesejados do navegador
- Capaz de desinstalar-se
- Capaz de desinstalar programas em lote

### Análises
- Análise do IObit Uninstaller na cNet
- Análise do IObit Uninstaller em v3.co.uk